# Випадковість
Випадковість — це фактор, який визначає результат експерименту з множини можливих результатів, відомих заздалегідь. Тобто ми вважаємо, що експеримент має випадковий результат, якщо його кінцевий результат не може бути визначений апріорі з множини можливих варіантів.
Уявлення про випадковість зародилися при найперших спробах усвідомлення людиною свого буття і стали неминучими при поясненні поведінки людини, її долі. З поняттям випадковості пов'язане питання про свободу волі людини, яке здавна займало різних мислителів. Заперечення випадковості неминуче призводило до фаталізму, уявленням про зумовленість всього, що відбувається у світі.

## Випадковість у природознавстві
Спочатку наукове природознавство заперечувало випадковість, а неоднозначність і невизначеність розглядалися як неповне вираження знань про досліджувані об'єкти — панував детермінізм. Так П.Гольбах писав: «Нічого в природі не може відбутися випадково, все спирається на певні закони, ці закони є лише необхідним зв'язком певних наслідків з їх причинами. Говорити про випадкове зчеплення атомів чи приписувати деякі слідства випадковості — значить говорити про незнання законів, за якими тіла діють, зустрічаються, з'єднуються або роз'єднуються».
Але потім, починаючи з XIX століття, стали розроблятися статистичні теорії, які ґрунтувалися на ідеях і методах теорії ймовірностей. Першими матеріальними системами, досліджуваними в рамках статистичних теорій, були гази. Рухи елементів (молекул газу) в таких системах відносно незалежні і рівноправні. Хаотичні стани таких систем — це ідеальне втілення випадковості. Поняття про випадковість, засноване на статистичних представленнях, отримало подальший розвиток у XX столітті в ході розробки квантової теорії. Згідно з квантовою механікою, процеси, що відбуваються в атомах, є принципово ймовірнісними.

У природознавстві з'явилося уявлення про точки біфуркації — тих моментах, коли системи в процесі власних внутрішніх змін і ускладнень набувають рис крайньої нестійкості, що з необхідністю призводить до якісних перетворень. У такі переломні моменти відкриваються різноманітні шляхи таких якісних перетворень. У точках біфуркації спостерігається свого роду царство випадковості.

## Випадковість в історії
У непередбачуваних випадковостях історики часто бачать причину постійного існування можливості іншого розвитку історичних подій, альтернативного події або очікуваному. З цього приводу Карл Маркс писав: 
«історія мала б дуже містичний характер, якби випадковості не грали ніякої ролі. Ці випадковості входять, звичайно, і самі складовою частиною в загальний хід розвитку, врівноважуючи іншими випадками».
Фрідріх Енгельс писав: 
«Люди самі роблять свою історію, але досі вони робили її, не керуючись спільною волею, за єдиним загальним планом, і навіть не в рамках певним чином обмеженого, даного суспільства. Їх прагнення перехрещуються, і у всіх таких суспільствах панує необхідність, доповненням і формою вираження якої є випадковість. Необхідність, йде наскрізь усі випадковості. Тут ми підходимо до питання про так званих великих людей. Та обставина, що саме ось ця велика людина з'являється в певний час у даній країні, звичайно, є цілковита випадковість. Але якщо цієї людини усунути, то з'являється попит на його заміну, і така заміна знаходиться більш-менш вдала, але з плином часу перебуває».
 Британський історик і методолог Л. Стоун пов'язував велику роль історичної випадковості з тим, що історику доводиться мати справу з «таким дивним, непередбачуваним і ірраціональним створенням, як людина».

## Випадковість в математичній теорії ймовірностей
Аналізом випадкових подій займається математична теорія ймовірностей, яка оцінює ступінь можливості появи таких подій. Практика показує, що чим частіше з'являється подія за даних умов спостереження, тим вище ступінь його ймовірності. На цьому вихідному положенні ґрунтується статистична інтерпретація ймовірності, яка розглядає не окремі випадкові події, а випадкові події масового, повторюваного характеру. Саме такі події досліджують сучасне природознавство та суспільні науки. Хоча поведінка окремого елемента чи деякого ансамблю залишається при цьому випадковим, але сукупну взаємодію великої кількості випадковостей дає можливість оцінити ймовірність стійкої поведінки всього їх ансамблю в цілому. Саме в результаті взаємодії безлічі випадковостей виникає певна регулярність і стійкість поведінці або функціонуванні сукупності або системи, яку називають статистичною закономірністю.

## Випадковість в буддизмі
Вчення Будди категорично заперечує існування випадковостей і див. Буддисти вважають, що випадковості в принципі неможливі тому, що все в Світобудові сплетено в єдиний клубок причинно-наслідкових зв'язків, які впливають на долю всього почуває . Все, що відбувається, всяке, навіть саме незначна подія — все закономірно і знаходить відображення в реальності, бувши «калькою» з минулих перероджень. І хоча в кінцевому підсумку людина сама керує своєю долею, умови його переродження (які цілком залежать від діянь в минулих переродженнях) фактично зумовлюють його справжнє існування. Буддизм вчить, що все має свою причину і свій наслідок — тому випадковості і дива неможливі в принципі.